# フランシス・ケリー (アメリカ海軍)
フランシス・ケリー（Francis Kelly、1860年7月5日 - 1938年5月19日）は、米西戦争における行動に対してアメリカ合衆国における最高の軍事勲章とされる名誉勲章を授与された、アメリカ海軍の水兵。

## 経歴
フランシス・ケリーは、出身地であるマサチューセッツ州から徴兵されてアメリカ海軍の一員となり、米西戦争中には、石炭船メリマックの機関師 (watertender) として従軍した。海軍少将ウィリアム・T・サンプソンがキューバのサンティアーゴ・デ・クーバの港の入口を封鎖すべく、メリマックを湊口に沈めるよう命じた際、志願してメリマックに乗り組んだ8人の乗員の一人がケリーであった。1898年6月2日の夜から3日にかけて、この任務を遂行しようと試みた際、メリマックは敵の砲火にさらされ操舵が効かなくな理、航海を妨害できないまま沈んでしまった。乗員たちはスペイン側によって救助され、捕虜となった。ひと月後にサンチャゴ・デ・キューバ海戦でスペイン艦隊が壊滅した後、ケリーは同僚たちとともに解放された。この作戦における働きに対して、ケリーは名誉勲章を授与された。
フランシス・ケリーは、米西戦争後も海軍に留まり、最終的には下士官最上級の機関員となった。ケリーは、スコットランドのグラスゴーにあるサンディマウント墓地 (Sandymount Cemetery) に葬られた。

## 名誉勲章の公報
ケリーへの名誉勲章授与の公報には、以下のように記されていた。
1898年6月2日、サンティアーゴ・デ・クーバの港口にメリマックを沈めるという作戦に参加。スペイン側の砲台からの厳しい砲撃にもかかわらず、ケリーは作戦中ずっと類い稀な英雄的行動をとり続けた。